# Bataille du Bogue
Notes
1Sur l'île de Wangtong du nord uniquement.
Première guerre de l'opium
Batailles
m
- Kowloon
- Chuanbi (1re)
- Chusan (1re)
- Barrière
- Chuanbi (2e)
- Bogue
- Première barre
- Whampoa
- Broadway
- Canton (1re)
- Canton (2e)
- Sanyuanli
- Amoy
- Chusan (2e)
- Chinhai
- Ningpo
- Tzeki
- Chapu
- Woosung
- Chinkiang
- Nerbudda

La bataille du Bogue (虎門之戰, Battle of the Bogue) est un affrontement entre les forces britanniques et chinoises dans le delta de la Rivière des Perles au Guangdong du 23 au 26 février 1841 durant la première guerre de l'opium.
Les Britanniques lancent une attaque amphibie dans le détroit de Humen (en) (Bogue), capturant les forts des îles d'Anunghoy et de Wangtong du nord, ce qui permet à la flotte de remonter la rivière des Perles jusqu'à la ville de Canton, qu'elle capturera le mois suivant.

## Contexte

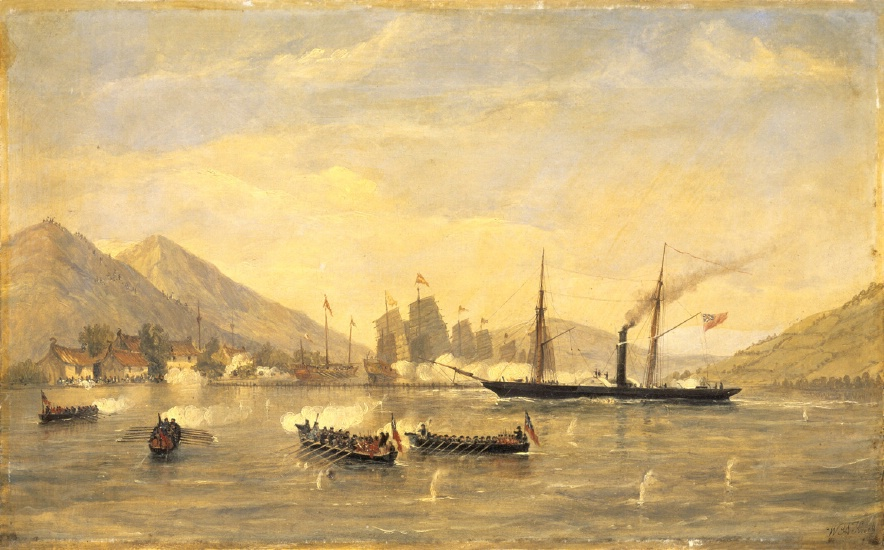
Le Nemesis attaquant une batterie camouflée et des jonques de guerre derrière l'île d'Anunghoy le 23 février 1841.

Après la seconde bataille de Chuanbi le 7 janvier 1841, le plénipotentiaire britannique Charles Elliot et le commissaire impérial chinois Qishan négocient la convention de Chuanbi le 20 janvier, et dont l'un des termes est que le port de Canton soit ouvert au commerce à partir du 2 février. Cependant, aucune proclamation pour l'ouverture du port ne paraît. Les 11 et 12 février, Elliot et Qishan se rencontrent à nouveau sur le détroit de Bogue et Elliot accorde un délai supplémentaire (ne dépassant pas dix jours) pour que le traité soit équitablement préparé,. Le commodore Gordon Bremer (en), commandant en chef des forces britanniques, écrit dans sa dépêche :
« Je dois avouer qu'à partir de ce moment ma foi dans la sincérité du commissaire chinois fut complètement détruite, mes doutes furent également renforcés par les rapports des officiers que j'envoyai sur le lieu de la réunion, qui déclaraient que des travaux militaires à grande échelle étaient en cours, des troupes rassemblées sur les hauteurs, et des camps protégés par des retranchements, naissant des deux côtés du fleuve, et que l'île de Wangtong du nord était devenue un amas de canons. »
Soupçonnant des intentions guerrières de la part des Chinois, Bremer navigue en direction de Macao (plus précisément vers un mouillage à l'est de Macao) le 13 février pour conférer avec Elliot. Il constate que le Nemesis est en route vers Canton pour demander la ratification de la convention et avait reçu l'ordre d'attendre une réponse jusqu'à la nuit du 18 février. Le matin du 19 février, le Nemesis revient sans réponse, et tous doutes concernant les intentions hostiles des Chinois prennent fin lorsque le navire essuie des tirs depuis l'île de Wangtong du nord. Plus tard dans la soirée, l'intermédiaire de Qishan et d'Elliot, Paoupang, arrive à Macao dans un petit bateau, annonçant le refus de Qishan de signer le traité et exigeant dix jours supplémentaires pour l'examiner. Cependant, Elliot répond que la patience des Britanniques est épuisée. Bremer détache les Calliope (en), Samarang (en), Herald (en), Alligator (en), Modeste (en), et Sulphur sous le commandement du capitaine Thomas Herbert (en) pour empêcher d'autres préparatifs défensifs. En réponse, le lieutenant-gouverneur de Canton, Eleang, offre une récompense de 30 000 $ à quiconque rapportera les têtes de Bremer ou d'Elliot, et 50 000 $ pour quiconque les capturera vivants, entre autres récompenses,.

## Bataille

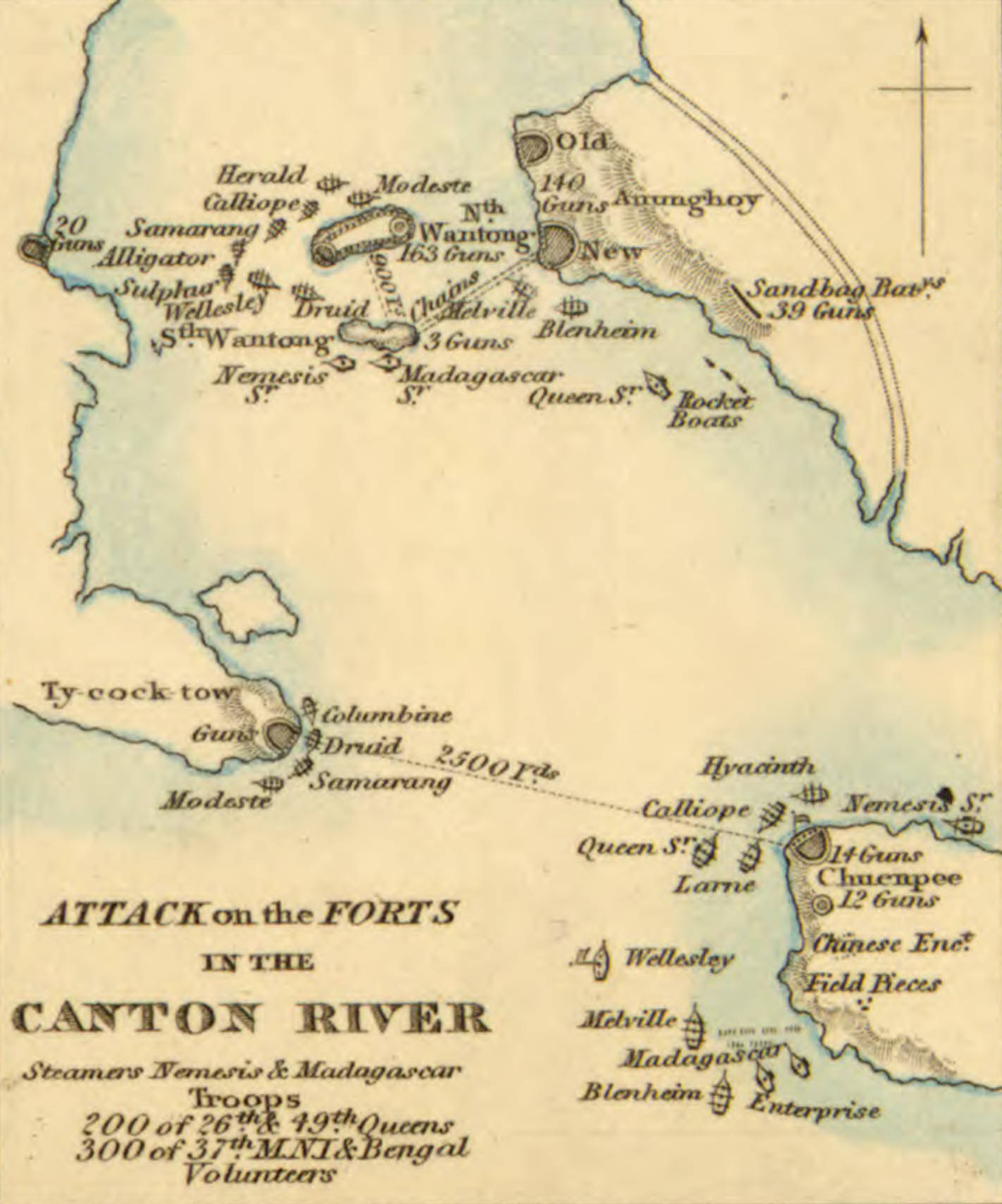
Carte de la bataille, montrant les îles d'Anunghoy et de Wangtong.

Le 23 février, le capitaine Herbert, accompagné d'Elliot, navigue vers l'arrière de l'île d'Anunghoy à bord du Nemesis, avec les pinasses des Calliope, Samarang, Herald, et Alligator en flottille. Alors que la flotte tente de dégager les pieux placés de l'autre côté de la rivière, elle rencontre de manière inattendue une batterie camouflée de 20 canons presque à la hauteur de sa position, et qui ouvre immédiatement le feu. Le Nemesis répond avec une volée de mitraille et d'éclats d'obus (en) des canons de proue et de poupe, tandis que les pinasses avancent vers le rivage pour prendre d'assaut la batterie, ouvrant le feu de leurs canons de proue à mesure qu'elles approchent. Herbert rapporte que 30 petites jonques et bateaux chinois « s'enfuyaient dans la plus grande confusion. Notre riposte fut rapide et si énergiquement suivie par le débarquement et la poursuite de l'attaque, que le fort [...] tomba immédiatement en notre possession, ». Les Chinois fuient après une légère résistance, après quoi leurs réserves de munitions, quelques jonques et quelques bateaux sont incendiés. Les Britanniques désarment les 20 canons montés de divers calibres en brisant leurs tourillons. 60 autres canons démontés sont trouvés et rendus inutilisables, à l'exception de quelques uns en laiton gardés comme trophées. Il n'y a aucune victime britannique tandis que Herbert fait état de 20 à 30 morts chinois. Le même jour, l'ancien commissaire impérial Lin Zexu écrit dans son journal : « J'entends que deux petits vapeurs appartenant aux rebelles anglais, avec plusieurs petits bateaux, ont navigué directement jusqu'à T'ai-p'ing-hsü [derrière la baie d'Anson] dans le Bogue, et ont ouvert le feu et réduit en cendre un certain nombre de maisons de paysans, ainsi que la douane ».
Étant donné que l'île de Wangtong du sud n'est pas fortifiée par les Chinois, les Britanniques y installent une batterie pour cibler les forts de l'île de Wangtong du nord, ce qui détournera également l'attention de l'attaque à venir sur Anunghoy. Peu après midi le 25 février, le Nemesis embarque 130 soldats du 37ème régiment d'infanterie indigène de Madras (en) pour aider à ériger une batterie de mortiers sur l'île. Dans la soirée, le capitaine W.J. Birdwood des sapeurs de Madras (en) et ses collègues officiers du génie, avec un groupe de travail de la Royal Artillery et du corps d'artilleurs de Madras, couvert par le 37ème régiment, érigent une batterie de sacs de sable sur un col au milieu de l'île,. Deux obusiers ML de 8 pouces (en) et un obusier en laiton de 24 livres sont installés. Pendant la construction, les batteries de l'île de Wangtong du nord ouvrent le feu pendant une grande partie de la nuit mais leurs tirs passent principalement au-dessus du site et ralentissent vers 2 heures du matin. Le 26 février à l'aube, les trois obusiers tirent des obus et des roquettes sur l'île de Wangtong du nord et occasionnellement sur Anunghoy. Les troupes britanniques reçoivent l'ordre de se tenir prêtes à 7h00, mais en raison du temps calme, l'opération est retardée jusqu'à 11h00, lorsque la brise est assez forte pour naviguer.

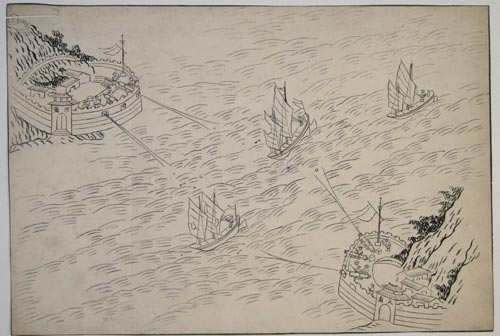
Dessin chinois des forts d'Anunghoy, découverts dans la maison de Guan et représentant l'attaque attendue des Britanniques.

Les défenses d'Anunghoy sont composées du fort d'Anunghoy sud de 42 canons (Weiyuan), du fort de Jingyuan de 60 canons au nord de Weiyuan et du fort d'Anunghoy nord de 40 canons (Zhenyuan),. Le capitaine Humphrey Fleming Senhouse (en) du Blenheim (en), assisté du Melville (en), du vapeur Queen, et de quatre bateaux à fusées, approche du fort sud, jette son ancre à 550 mètres et tirent des bordées par ses canons de tribord. Le Melville se rapproche cinq minutes plus tard à bâbord du Blenheim, avance à moins de 370 mètres du fort et tire des bordées en succession rapide,. Un officier britannique écrit : « Le tir de ces navires était des plus splendides : rien ne pouvait résister à leur visée meurtrière. [...] Un ou deux tirs suffisaient aux défenseurs « au cœur de dragon » du fort nord, qui, « lâchant » leurs armes, se sont enfuis dans les collines ». À 13h20, après avoir bombardé et réduit au silence les forts, Senhouse débarque sur la batterie sud avec environ 300 Royal Marines et marins portant des armes légères pour éliminer les quelques défenseurs restants. La même chose est faite pour les deux autres batteries,. À 13h30, les forts sont capturés,. L'amiral chinois Guan Tianpei (en) fait partie des 250 tués ou blessés estimés à Anunghoy. Après que sa famille ait identifié son corps le lendemain, le Blenheim tire une salve d'un minute en son honneur alors que son corps est emporté. Une cloche chinoise que Senhouse capture est ensuite envoyée en Angleterre et offerte à l'église Sainte-Marie (en) de Gosforth par sa veuve en 1844.
Les défenses de l'île de Wangtong du nord sont composées du fort de Wangtong (Hengdang) du côté est et du fort de Yong'an de 40 canons du côté ouest, flanqué d'une batterie de 17 canons. Une chaîne relie Wangtong du sud au fort d'Anunghoydu sud, où elle est alourdie par un guideau. Elle se compose de quatre parties et est soutenue par de grands radeaux de bois. Un passage n'y est forcé qu'après la prise des forts. Le Wellesley (en) (navire amiral du commodore Bremer) et le Druid (en) ciblent les batteries du sud-ouest, tandis que la division légère du capitaine Hebert, comprenant le Calliope, le Samarang, le Herald, l'Alligator, le Modeste, et le Sulphur, ciblent les batteries du nord-ouest et du sud-est de l'île,, défendues par 2 000 Chinois. En moins d'une heure, les batteries sont réduites au silence. À 13h30, sous le commandement du major Thomas Simson Pratt (en), 1 037 hommes des 26ème (en), 49ème (en), et 37ème régiments d'infanterie, des volontaires du Bengale (en), et des Royal Marines débarquent à l'arrière du fort sud-ouest depuis les vapeurs Nemesis et Madagascar,. En quelques minutes, les Britanniques capturent l'île et 1 300 Chinois se rendent. On estime à 250 le nombre de Chinois tués ou blessés à Wangtong et 167 canons sont capturés. Au total, cinq Britanniques sont blessés, et 339 pièces d'artillerie sont capturées ce jour-là. Lin écrit dans ses mémoires : « Je suis rentré chez moi à l'heure du singe [15 h 00] [...] et quand la nuit est venue, j'ai appris que les forts de Bogue et ceux de l'île de Wantung avaient été investis, en préparation d'une attaque, par les rebelles anglais. Je me suis immédiatement rendu avec Deng (en) au bureau de Qishan et à l'heure du rat [23h00] nous avons appris que les forts de Wantung, Yung-an et Kung-ku étaient tombés. Je n'ai pas pu dormir de toute la nuit ».